# Верхний Кёнигсбург
Верхний Кёнигсбург (франц. О-Кёнигсбург, Haut-Koenigsbourg; нем. Хохкёнигсбург,  Hohkönigsburg) — средневековый замок, воссозданный из руин (реконструированный) 100 лет назад для кайзера Вильгельма II. Расположен в Эльзасе, в 10 км от города Селеста.

## Общая информация
Замок построен в романском стиле на площади 1000 x 300 метров. В настоящее время замок используется как исторический музей, который имеет собрание предметов средневековья и эпохи Возрождения, а также оружейную палату.

## История
На месте замка в древности был римский форпост. В 774 году Карл Великий подарил территорию, на которой впоследствии построили замок, аббатству коммуны Льевр (в настоящее время территория департамента Верхний Рейн). В 854 году земли перешли в руки Аббатства Сен-Дени. На одной из возвышенностей Вогез планировалось построить монастырь. Но в 1079 году земли у папства захватил Генрих IV. В начале XII века на данном месте было решено построить замок Гогенштауфенами, так как место было выгодным, здесь по своему положению замок господствовал бы над торговыми путями между Эльзасом и Лотарингией и возвышался над частью Верхнерейнской долины. К 1147 году было построено две цитадели на месте сохранившихся до этого времени двух римских укреплений, одна принадлежала Конраду III, другая Фридриху I — его племяннику. В том же году замок впервые упоминается в письменных источниках под названием Штауфенберг по названию одноимённой горы, где речь шла о том, что некий монах Одон Дейльский из аббатства Сен-Дени жаловался императору Людовику VII на то, что земли, где построен замок, находятся в руках Конрада III, который незаконно возводит укрепления на территории земель папства, и настаивал вернуть земли, в том числе те, на которых находится данный замок, аббатству Сен-Дени. В 1192 году замок получил современное название «Королевский замок» — Кёнигсбур(г). К этому периоду относится первое окончательное завершение строительства замка на вершине горы высотой 757 м.
В первой половине XIII века замок перешел в руки герцогов Лотарингских — во владение рода Ратзамхаузен (фр.), которые им владели около столетия. В начале XV века замок себе завоевал плохую репутацию, так как являлся местом логова рыцарей-разбойников, которые грабили караваны в Верхнерейнской долине. В 1454 году его захватил Фридрих I Победоносоный. В 1462 году коалиция городов Кольмара, Базеля, Страсбурга наняла 500 человек с походной артиллерией, которые захватили и разрушили замок.

## Тирштейны и упадок
Следующими владельцами замка становятся Габсбурги, которые в период 1479—1519 годов перестроили замок совместно с графами Освальдом и Вильгельмом фон Тирштейнами, Зиккингеном, Больвриллером, впоследствии, которые охраняли торговые пути Верхнерейнской долины и совместно владели замком. В этот период создаётся постоянный облик замка: строится укреплённый дворец с крепостными стенами, башнями, парадными залами, которые разместились на площади 1000 x 300 м. Графы фон Тирштейны разработали статические укрепления колон, контрфорсов и сводов, чтобы им не угрожали повреждения внешних валов при атаках противника. От имперской крепости швабов остались только красивые двойные остроконечные окна в круглых арках и массивные украшения в римском стиле на декоративной кладке донжона из красного песчаника. Замок стал укреплённым западным форпостом Священной Римской Империи, который мог противостоять лёгкой артиллерии. 

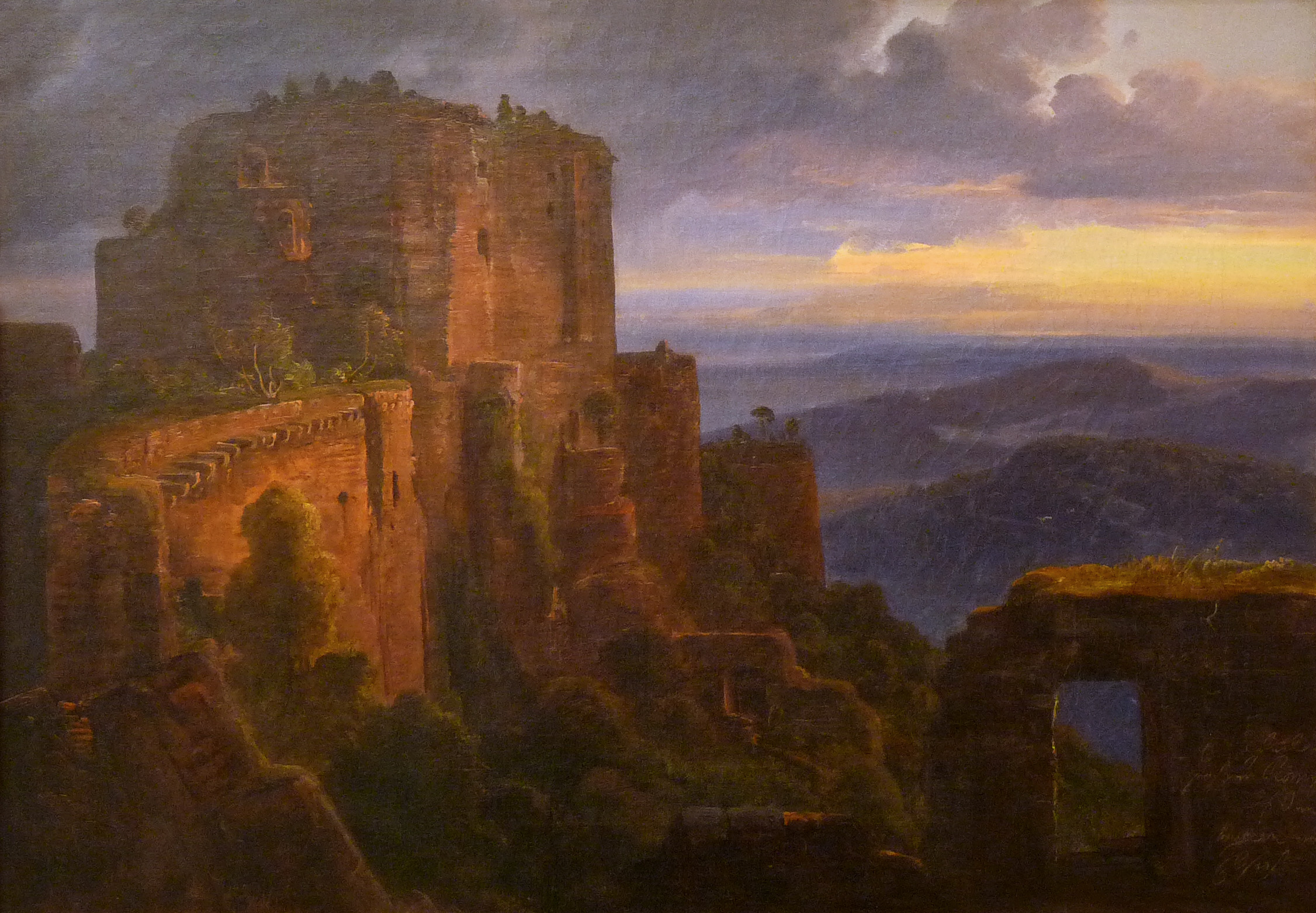
Х. Моргенштерн. Руины замка Верхний Кёнигсбург

К началу XVI века замок полностью переходит в руки швейцарского графа Тирштейна. Но в 1517 году последний из рода Тирштейнов — Вильгельм умирает, не оставляя при этом наследников и замок переходит в руки Максимилиана I. Сам Максимилиан и владельцы замка практически не вкладывали материальные средства в его модернизацию и внутреннею отделку. В этот период был только лишь воздвигнут на западной стороне бастион в виде звезды. В период Тридцатилетней войны — в июле 1633 года замок был взят в осаду шведскими войсками и с помощью артиллерии, в результате 52-дневной блокады, 7 сентября того же года захвачен и разграблен. В результате в замке начался пожар. Ещё некоторое время замком владели различные хозяева, но после 1648 года, когда замок захватили французы он полностью опустел и практически был без хозяев вплоть до XIX века.

## Период возрождения

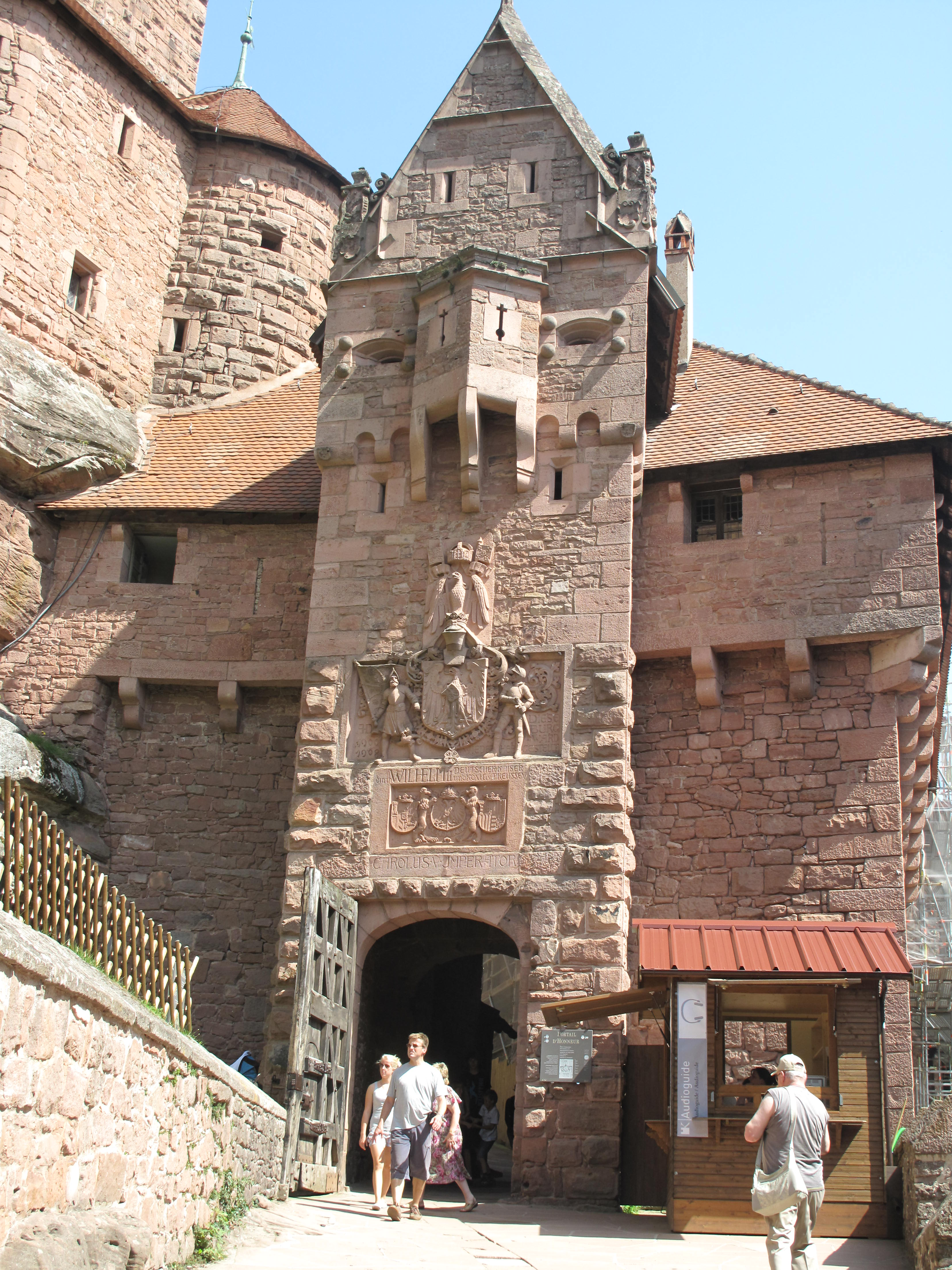
Главные ворота замка с гербом Вильгельма II

В XIX веке возродился интерес к средневековому искусству, вокруг замка разгорелись споры между французскими и немецкими археологами. Франция объявила замок в 1862 году национальным достоянием. Впоследствии оставшаяся часть замка была приобретена городским советом Селесты, у которого не нашлось средств на его реставрацию, и руины были переданы в 1899 году во владение императору Вильгельму II, поскольку с 1871 году Эльзас принадлежал Германии. Вильгельм решил восстановить Верхний Кёнигсбург, памятуя о том, что вся округа когда-то была частью немецкой территории, и создать там этнографический музей. Реставрацию он поручил талантливому архитектору Бодо Эбхардту, с 1901 по 1908 годы на территории замка велись раскопки.
В конце Первой мировой войны здесь побывал в последний раз Вильгельм II, видимо предчувствуя, что замок перейдёт в руки французов. Через несколько месяцев после немецкого императора президент Пуанкаре собрал в этом замке своих генералов и маршалов, чтобы отметить возвращение Эльзаса Франции. По Версальскому договору 1919 года замок снова отошёл к Франции и стал национальным достоянием.
Жан Ренуар в 1937 году снимал на территории замка свой фильм «Великая иллюзия».

## Бодо Эбхардт и современный период
Бодо Эбхардт (нем.) восстановил замок по архивным документам. Своим современным видом замок обязан его работе. По бокам западной стороны замка стоят два цилиндрических донжона конца XV века; толщина их стен достигает девяти метров. Центральная часть, построенная в 1479 году, также была восстановлена. Она увенчана высокой массивной квадратной башней Бигфрид, полностью восстановленной в стиле характерном для архитектуры немецких замков. Широкий фасад с артиллерийскими бастионами выходит на восток, с флангов его охраняют угловые башни. Восстановление барельефов Эбхардт поручил скульптуру Альберту Кретцшлару, который создал гипсовые копии всех предметов. Организован был также исторический музей, куда перенесли шкафы, комоды, кровати, посуду и ткани знаменитого собрания Липперхайде, а также средневековое оружие и рыцарские доспехи. В настоящее время данный замок является одним из самых посещаемых исторических памятников Франции.